# Rhipidura phasiana
Rhipidura phasiana (лат.) — вид воробьиных птиц из семейства веерохвостковых. Подвидов не выделяют.

## Таксономия и название
Ранее считался подвидом Rhipidura fuliginosa. Видовое название phasiana означает «фазан».

## Распространение
Обитают на островах Ару, юго-восточном побережье Новой Гвинеи и на северном и северо-западном побережье Австралии.

## Описание
Длина тела 13,8—15,5 см. Вес 5—7,8 г. Имеют короткую белую «бровь» и белую полоску-штрих за глазницей. Верх тела светло-серый, уздечки и кроющие ушей немного темнее; верхняя часть крыла немного темнее и более коричневая, срединные и большие кроющие крыла с белыми кончиками, хвост от средне- до темно-серо-коричневого, подбородок и горло белые, верхняя часть грудки с узкой нечеткой средне-серой полосой, оставшаяся нижняя часть тела бледно-охристая, грудка в светло-серых разводах. Цвет радужных оболочек темно-коричневый, клюв чёрный, иногда имеется бледное основание нижней челюсти, ноги темные. Самцы и самки выглядят одинаково.

## Биология
Питаются насекомыми и пауками.
В кладке 1—3 (обычно 2) яйца (данные из Австралии).